# Libretto (notebook)

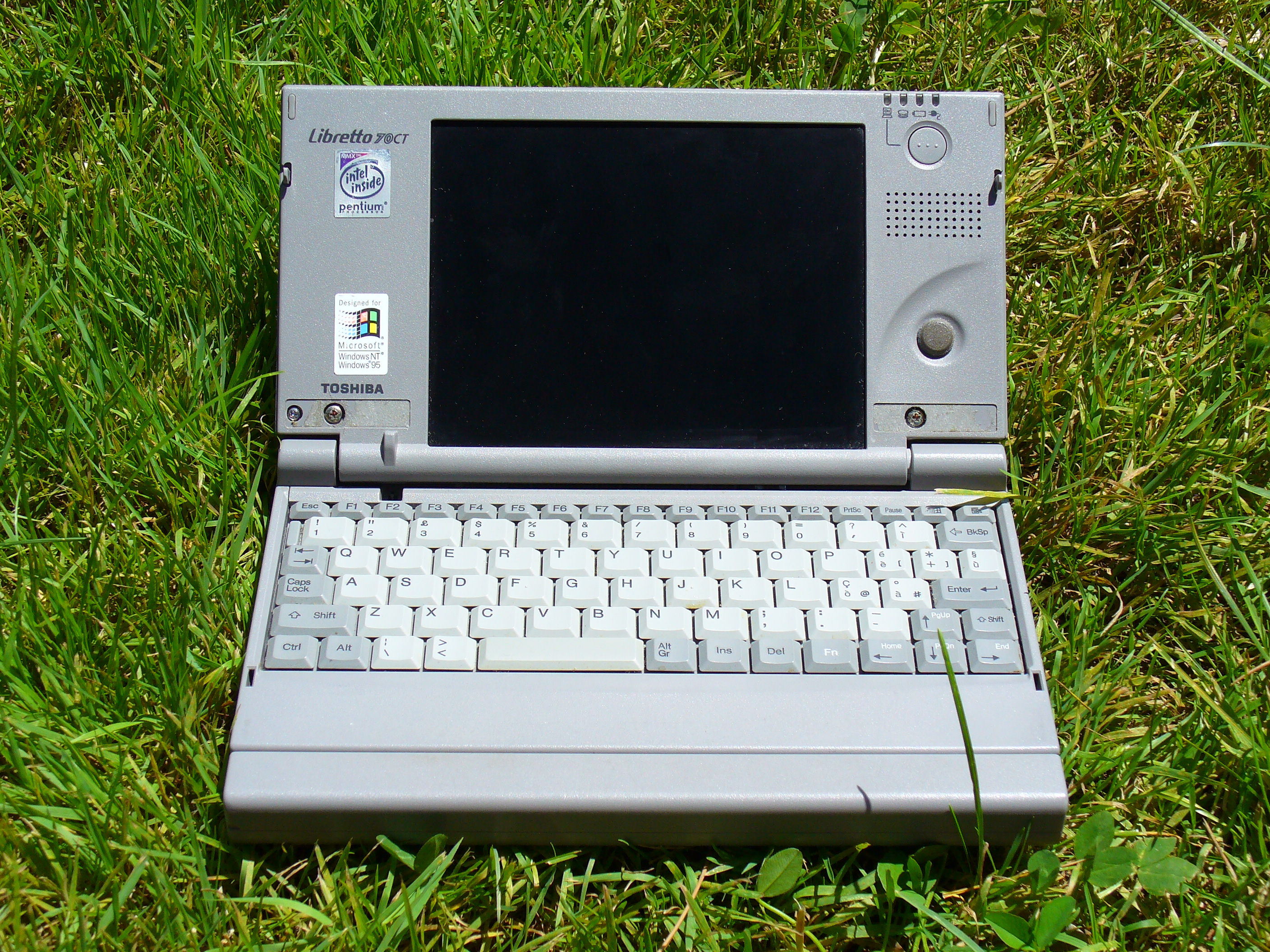
Il Libretto 70CT

Libretto è una linea di miniportatili progettata e prodotta dalla Toshiba.
La caratteristica principale della linea Libretto è il fatto che sono PC Windows completi di dimensioni così piccole da essere tenuti su una mano (le dimensioni sono quasi paragonabili a quelle dei palmari, in cui girano sistemi operativi incompleti o ridotti).  Il primo modello, il Libretto 20, uscì il 17 aprile 1996, aveva un volume di 821 cm³ e pesava solo 840 grammi. La produzione venne interrotta nel 1999, anche se un nuovo modello speciale fu presentato nel 2005.

## Modelli
Esistono diversi modelli. Inizialmente utilizzavano una CPU AMD 486, ma a partire dal Libretto 50 utilizzano CPU Pentium e Pentium MMX.
Ecco i modelli:
| Modello         | Specifiche                                                                        | Dimensioni (mm)  | Peso (g) |
| --------------- | --------------------------------------------------------------------------------- | ---------------- | -------- |
| LIBRETTO 20     | AMD 486 DX4 75 MHz, 8 MB RAM, disco rigido da 270 MB, schermo TFT da 6.1"         | 210 x 115 x 34   | 840      |
| LIBRETTO 30     | AMD 486 DX4 100 MHz, 8 MB RAM, disco rigido da 500 MB, schermo TFT da 6.1"        | 210 x 115 x 34   |          |
| LIBRETTO 50     | Intel Pentium 75 MHz, 16 MB RAM, disco rigido da 810 MB, schermo TFT da 6.1"      | 210 x 115 x 34   |          |
| LIBRETTO 60     | Intel Pentium 100 MHz, 16 MB RAM, disco rigido da 810 MB, schermo TFT da 6.1"     | 210 x 115 x 34   |          |
| LIBRETTO 70     | Intel Pentium 120 MHz MMX, 16 MB RAM, disco rigido da 1.6 GB, schermo TFT da 6.1" | 210 x 115 x 34   |          |
| LIBRETTO 100    | Intel Pentium 166 MHz MMX, 32 MB RAM, disco rigido da 2.1 GB, schermo TFT da 7.1" | 210 x 132 x 34   | 910      |
| LIBRETTO 1000SS | Intel Pentium 166 MHz MMX, 32 MB RAM, disco rigido da 2.1 GB, schermo TFT da 6.1" | 215 x 125 x 24.5 | 820      |
| LIBRETTO 110    | Intel Pentium 233 MHz MMX, 32 MB RAM, disco rigido da 4.3 GB, schermo TFT da 7.1" | 210 x 132 x 34   | 910      |

Ci sono anche modelli di Libretto che sono usciti solo in Giappone:
| Modello          | Specifiche                                                                                                 | Dimensioni (mm)  | Peso (g) |
| ---------------- | --- | ---------------- | -------- |
| LIBRETTO ff 1050 | Intel Pentium 233 MHz MMX CPU, 32 MB RAM, disco rigido da 3.2 GB, schermo 6 STN                            |                  |          |
| LIBRETTO ff 1100 | Intel Pentium 266 MHz MMX CPU, 64 MB RAM (espandibile a 96 MB), disco rigido da 3.2 GB, schermo TFT da7.1" | 221 x 123 x 29.8 | 980      |

Il LIBRETTO ff 1100 ha anche una fotocamera digitale, un telecomando multimediale ed altro in una confezione circa della stessa dimensione e pesante solo 140g in più.
Ci sono stati anche i modelli 1010 e M3.
Nel 2005, Toshiba ha annunciato un nuovo modello, il Libretto U100:
| Modello       | Specifiche                                                                         | Dimensioni (mm)  | Peso (g) |
| ------------- | ---------------------------------------------------------------------------------- | ---------------- | -------- |
| LIBRETTO U100 | Intel Pentium M 1.2 GHz CPU, 512 MB RAM, disco rigido da 60 GB, Schermo LCD da7.2" | 210 x 165 x 29.8 | 999      |